# Gustaf Edvard Westermark

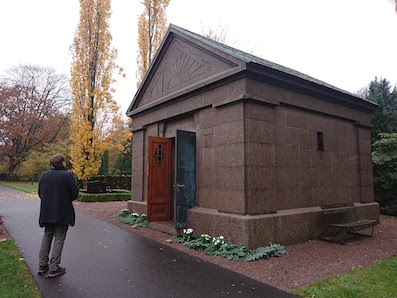
Westermarks mausoleum på Ängelholms kyrkogård.

Gustaf Edvard Westermark, född 14 juni 1836 i Stockholm, död 21 juli 1911 i Ängelholm, var en svensk sjökapten, teaterman och kommunalpolitiker. 

## Biografi
Fadern var Otto Edvard Westermark. Westermark genomgick sjöbefälsutbildning i Gävle, och tjänstgjorde sedan i utrikes sjöfart på 1860-talet. 
Han gifte sig med skådespelerskan Maria Liljegren (1840–1920), och Westermark hade en karriär i teatervärlden, först som skådespelare, ekonomiföreståndare och dekoratör i det Elfforsska teatersällskapet, där hustrun arbetade, och sedan som byggmästare för en ny teater i Västerås. Westermark var därefter inblandad i flera teaterbyggen i landet de följande åren. Nyköpings Teater, från 1884, är ett av hans verk som ännu står kvar. Han gjorde även inhopp som regissör.
Så småningom blev han fastighetsägare och hyresvärd på Dalagatan 44 i Stockholm, och engagerade sig som liberal politiker i kommunala och kyrkliga förtroendeuppdrag. Han satt flera år i Stockholms stadsfullmäktige.
Efter skilsmässa från Maria Liljegren gifte Westermark 1899 om sig med Emelie Meyer, född i den mosaiska församlingen i Stockholm 1866, dotter till grosshandlaren Leopold Meyer från Schleswig och dennes hustru Marianne Levi.
Under flera år i början av 1900-talet var paret Westermark sommarboende på Thorslund vid Ängelholm. När Westermark närmade sig 75-årsåldern planerade han för sin hädanfärd. Han ville inte ”bli nedstoppad i graven och överhöljd med jord”, som han uttryckte det i ett brev till Ängelholms kyrkoråd. Han önskade inte heller utsättas för nymodigheten att kremeras. Westermark frågade därför om han fick köpa en bit mark och bygga ett privat gravkapell på kyrkogården. Westermark hann inte få sitt kapell färdigt innan han hastigt avled i Ängelholm sommaren 1911. Hustrun Emelie fullföljde arbetet, och 1912 kunde Westermark gravsättas under en lucka i golvet i mausoleet. Där var plats för en grav till, men fru Emelie återvände till Stockholm och hann gifta om sig två gånger innan hon själv avled 1941. Hon vilar nu på Norra begravningsplatsen i Stockholm, tillsammans med sin tredje make. När Emelie Melin, som hon hette 1941, avlidit, fanns inte längre någon innehavare till gravrätten för Westermarks mausoleum. Huset var visserligen stabilt byggt, men krävde förstås sitt underhåll. I början av 1970-talet togs Westermarks stoft ut och gravsattes utanför mausoleet.